# 宮町 (会津若松市)
宮町（みやまち）は、福島県会津若松市にある町。面積は0.140km2、街区数は10、郵便番号は965-0801。

## 概要
会津若松市街地の中部に位置しており、八角神社周辺、福島県道325号湯川大町線南側の地域を町域とする。江戸時代には若松城下の一部であり、町人町や侍町などであった。

## 地理
会津盆地南東部に位置する会津地方の中心都市、会津若松市の北西部に位置する。周辺の地域とともに阿賀川の支流、湯川、溷川やその支流により形成された扇状地上に発達した会津若松市街地の一部である。東は南千石町、西は栄町、南は東栄町、徒之町、花春町、北は上町、行仁町、千石町に接する。

## 世帯数と人口
- 2002年〜2013年は1月1日における世帯数および人口を示す。
- 2017年は8月1日現在の世帯数および人口を示す。

| 年     | 世帯数  | 人口    |
| ------ | ------- | ------- |
| 1966年 | 581世帯 | 2,229人 |
| 1975年 | 569世帯 | 1,785人 |
| 2002年 | 476世帯 | 1,051人 |
| 2003年 | 464世帯 | 1,002人 |
| 2004年 | 448世帯 | 965人   |
| 2005年 | 442世帯 | 996人   |
| 2006年 | 444世帯 | 947人   |
| 2007年 | 446世帯 | 929人   |
| 2008年 | 439世帯 | 908人   |
| 2009年 | 435世帯 | 904人   |
| 2010年 | 438世帯 | 903人   |
| 2011年 | 450世帯 | 917人   |
| 2012年 | 442世帯 | 892人   |
| 2013年 | 439世帯 | 890人   |
| 2017年 | 435世帯 | 870人   |

## 歴史

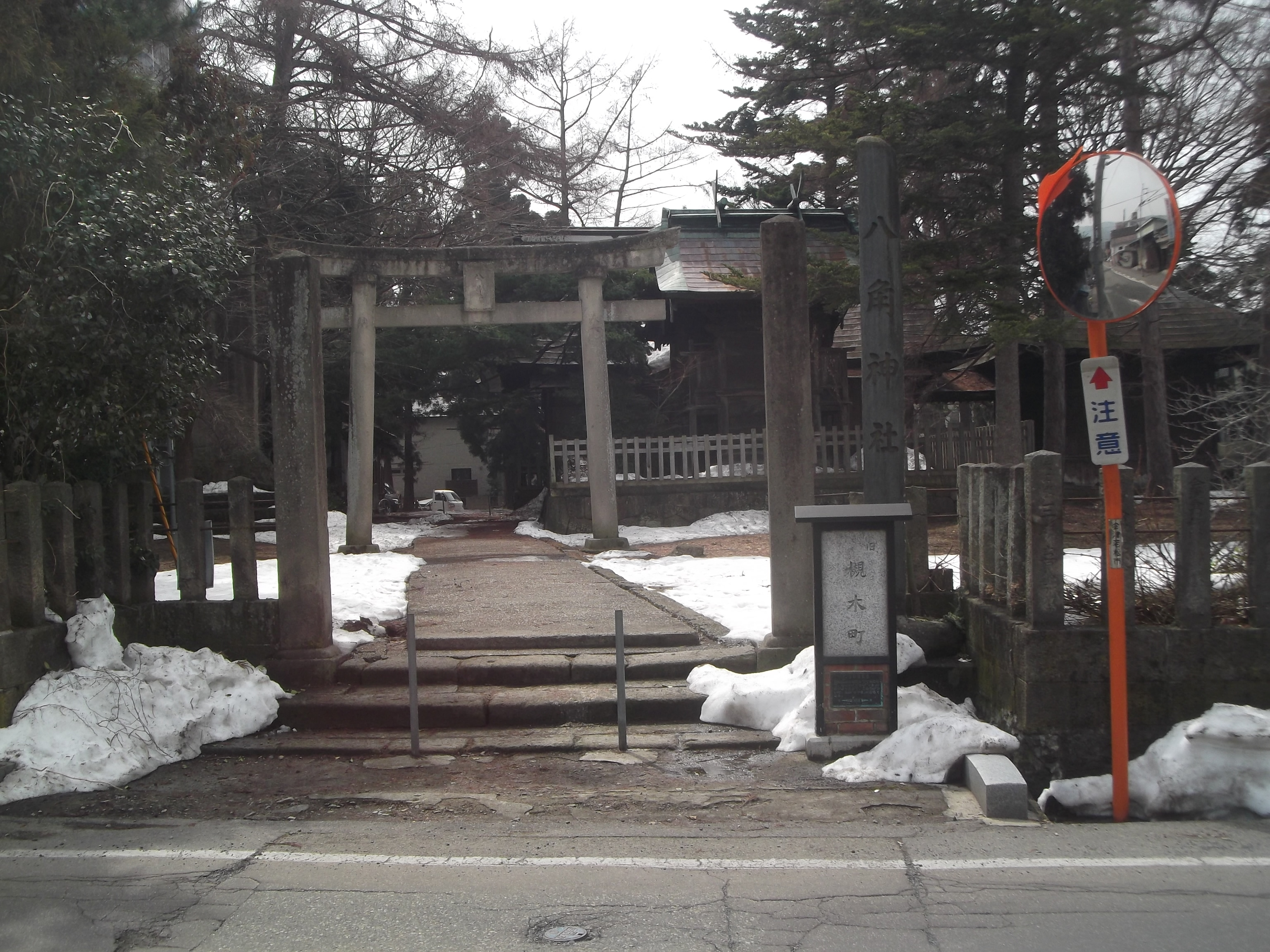
八角神社

### 古代
律令制のもと、周辺地域は会津郡の一部であった。現在、宮町内にある八角神社は、807年に創立されたとされており、伊舎須弥神社とも称した。

### 中世
蘆名氏が東黒川館を造り、周辺が黒川城下として発展した中世においては、八角神社のある村が八角村（やすみむら）と呼ばれ、八角神社の社領は多かったと推定されている。また、八角神社は蘆名氏によって修築を受けたとされる。

### 近世
その後、周辺は蒲生氏郷により治められるようになり、「黒川」の地名も「若松」と改められる。蒲生氏郷は、若松城下の町割りを行い城下の整備を進めた。
このようにして整備された城下をもとに、周辺が若松城の城下町として会津藩に支配されていた江戸時代には、鳥居町、槻木町、横三日町、六日町、阿弥陀町、愛宕町、屋敷町、南横町、台町、などの町人町、徒之町、千石町などの武士町が現在の宮町周辺に存在していた。また、これらの町は、前述の蒲生氏郷による町割りの際に新たに置かれたものであることから、新町とも呼ばれていた。

#### 江戸期に存在した各町の概要

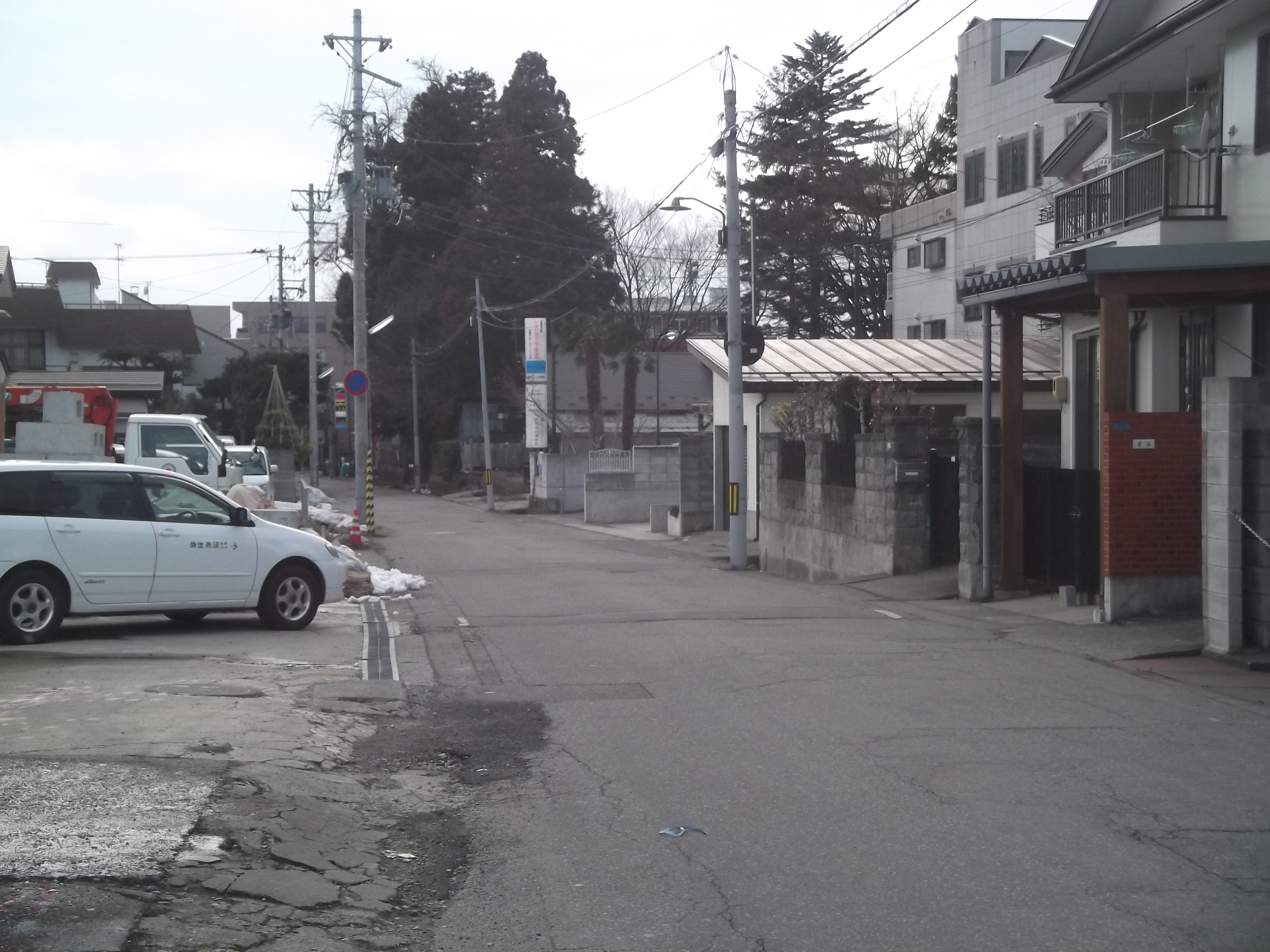
現在の旧鳥居町付近

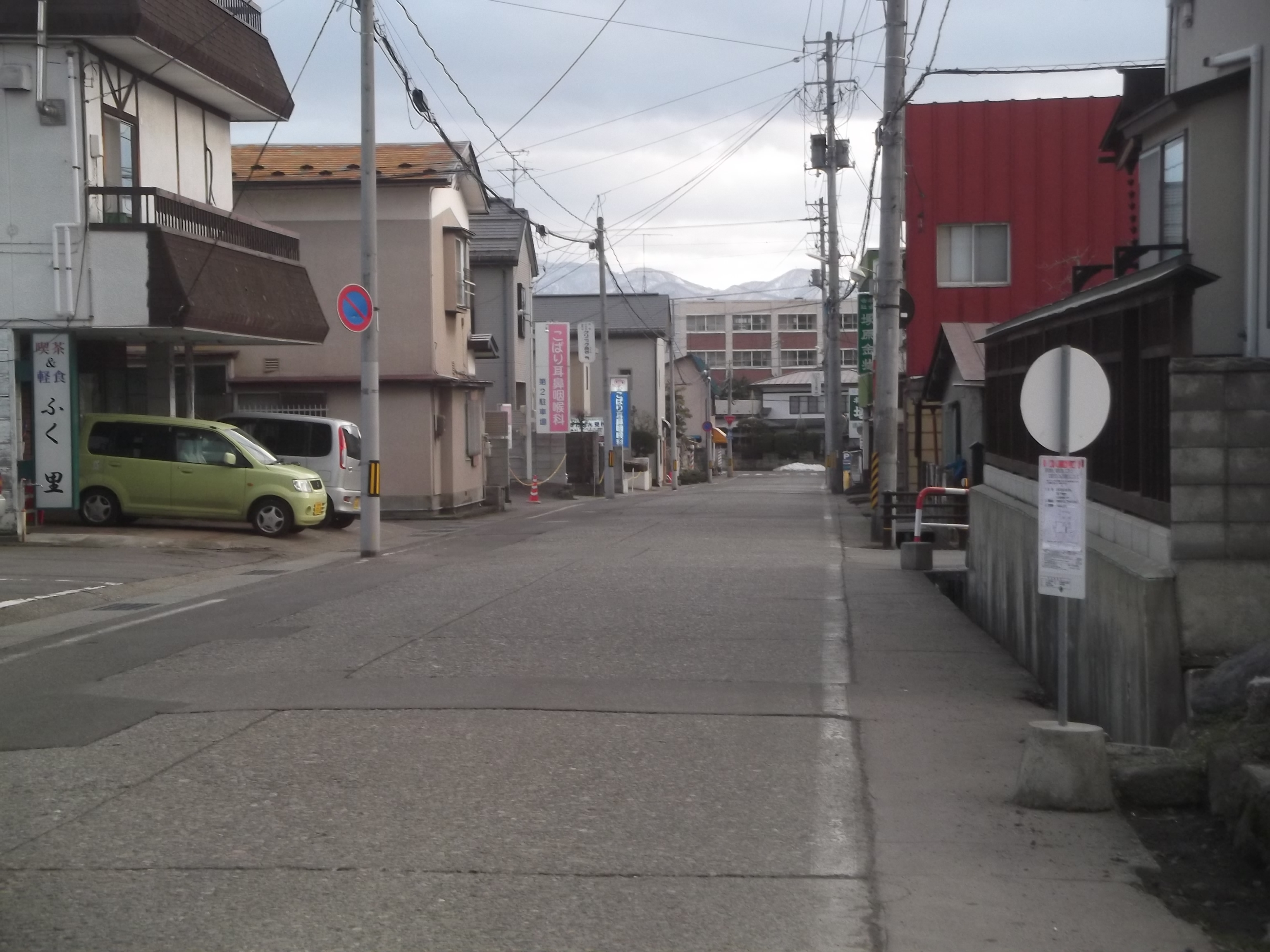
現在の旧横三日町付近

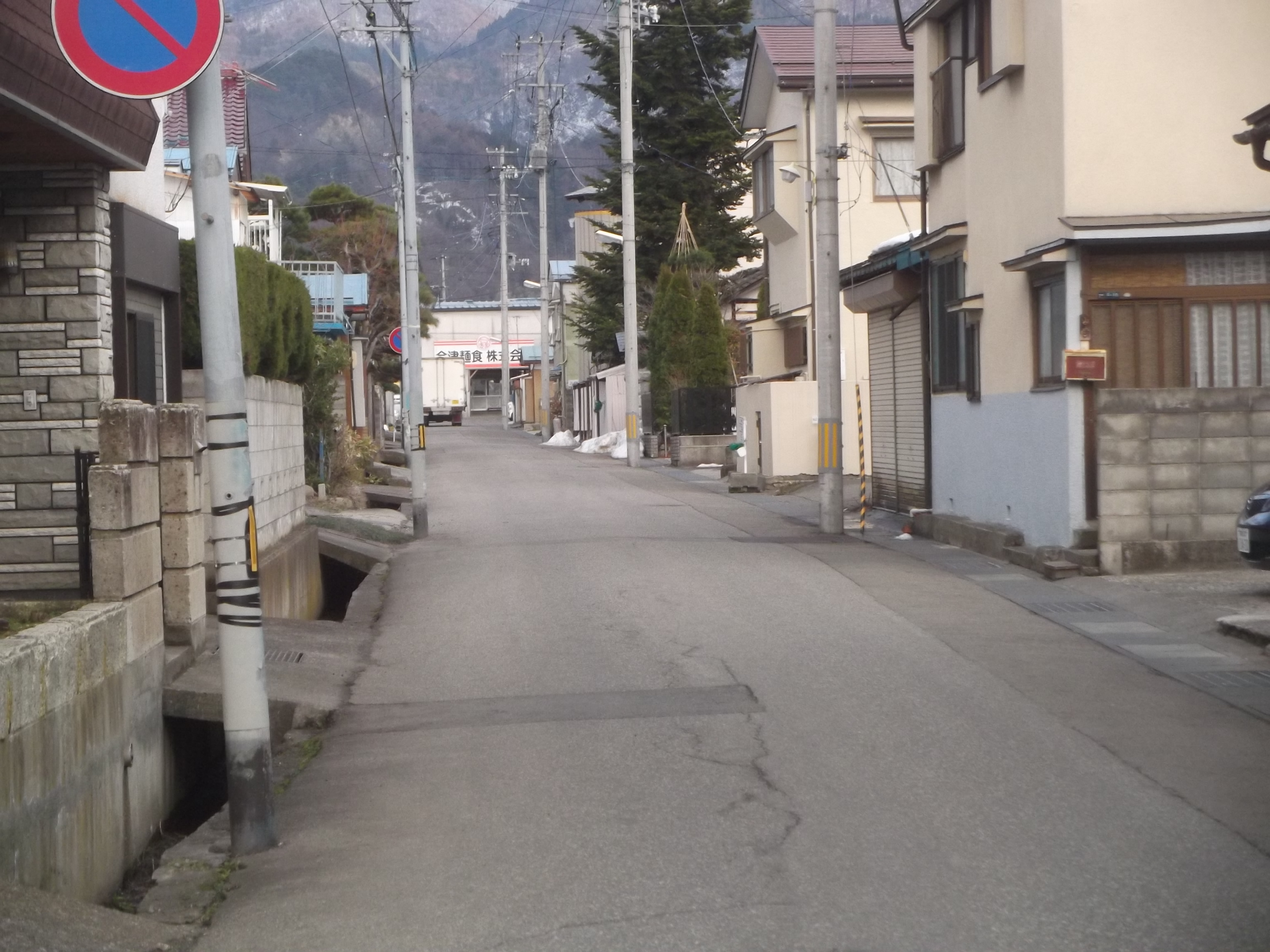
現在の旧屋敷町付近

##### 鳥居町
鳥居町（とりいまち）は、若松城下の城郭外北部、当時の上町に属した町で、西側は六日町、東側は横三日町に接する幅3間あまり、長さ2町1間あまりの東西方向の通りであった。また、化政における家数は30軒であった。鳥居町の町名は、文禄年間、前述の蒲生氏郷による若松城下の町割りにおいて、八角神社の社地から当町が生まれた際、八角神社の鳥居を残したことに由来するとされる。加えて、鳥居町は「鳥居」の漢訳語が「華表」であることから華表町（かひょうまち）ともよばれたほか、町名の由来である鳥居は1611年に倒壊したとされる。

##### 槻木町
槻木町（つきのきまち）は、若松城下の城郭外北部、当時の上町に属した町で、東側で愛宕町に、西側で大工町に接する、幅3間あまり、長さ1町53間の鳥居町の北側に並行する東西方向の通りであった。また、化政においては30軒の家数であった。町名は、かつて町に大きな槻が存在していたことによるとされる。加えて、1774年には八角神社と中六日町を結ぶ小路ができている。

##### 横三日町
横三日町（よこみっかまち）は、若松城下の城郭外北部、当時の上町に属した町で、南側の三日町口郭門から北側の竪三日町までの幅5間、長さ2町34間あまりの南北の通りであった。また、化政の家数は59軒であった。三日町の町名は、蘆名盛氏による向羽黒城の城下において、向羽黒山の西の麓に3の日に市が立つ三日町が存在しており、これを起源としている。その後、この三日町は蘆名盛氏が黒川に戻った際に黒川城下に移り、さらに前述の蒲生氏郷による町割りによって先に示した場所に移ったとされる。

##### 六日町
六日町（むいかまち）は、若松城下の城郭外北部、当時の上町に属した町で、南側の六日町口郭門から北側の上二之町までの幅5間、長さ2町15間あまりの南北の通りであった。また、化政における家数は49軒で、大工町より南側を上六日町、北側を本六日町といった六日町の町名は、蘆名盛氏による向羽黒城の城下に起源があり、蘆名盛氏が黒川に戻った際に六日町も黒川に移ったとされている。加えて、町名は6の日に三斎市が開かれていたことによるが、1807年に市は廃止されている。この他、江戸時代末期には旅籠が4軒存在していた。

##### 愛宕町
愛宕町（あたごまち）は、若松城下の城郭外北部、当時の上町に属した町で、西側は横三日町、東側は阿弥陀町に接する幅3間あまり、長さ1町39間あまりの通りであった。また、化政における家数は33軒で、屋敷町の北側、槻木町の東側に続く場所に位置していた。町名は、かつてこの場所に愛宕神社があったことによるとされるほか、慶山村の愛宕山に向かう通りであったことによるともされる。

##### 阿弥陀町
阿弥陀町（あみだまち）は、若松城下の城郭外北部、当時の上町に属した町で、西側は愛宕町、東側は千石町、専福寺前通に接する幅3間あまり、長さ58間あまりの東西の通りであった。また、化政における家数は25軒であった。町名は、蒲生氏郷による町割りが行われたころに阿弥陀堂があったことによるとされる。

##### 屋敷町
屋敷町（やしきまち）は、若松城下の城郭外北部、当時の上町に属した町で、西側の横三日町から東側の台町までの幅3間、長さ1町55間あまりの東西の通りであった。また、化政における家数は26軒であった。町名は蒲生氏郷の母の屋敷があり、「御屋敷町」と呼ばれていたことに由来するとされる。寛永頃までは武士の屋敷が存在していたが、その後は商人が主に住む町になっていたとされる。

##### 南横町
南横町（みなみよこまち）は、若松城下の城郭外北部、当時の上町に属した町で、西側は横三日町の南端、東側は台町に接する幅4間、長さ2町の東西の通りであった。また、化政における家数は36間で、屋敷町の南側に位置していた。町名は横に長い町域によるとされる。

##### 台町
台町（だいのまち）は、若松城下の城郭外北部、当時の上町に属した町で、南側は徒之町、願成就寺前通の西端、北側は阿弥陀町に接する幅3間あまり、長さ1町24間の南北の通りであった。また、化政における家数は17軒で、台ノ町とも書いたとされ、屋敷町より北側を浄光寺町とも呼んだ。町名は、町域が他町より高い場所にあり、また台状であることによるとされる。

##### 徒之町
徒之町（かちのまち）は、若松城下の城郭外東部に位置していた数条の通りのことを指しており、町名は慶長ごろに徒が住んでいたことによる。

### 近代
その後、戊辰戦争を経て明治時代に入ると、江戸時代からの若松城下の町は再編され、明治はじめ、台町の一部から浄光寺町が分離されたほか、六日町は上六日町と本六日町となる。また、江戸時代の本丁、横道、米代、権現下郭のそれぞれ全部と、小田町、半兵衛町のそれぞれ一部から、あとに宮町の一部となる栄町が生まれている。加えて、鳥居町、横三日町など周辺の町名は、1889年まで若松を冠称していた。その後、1889年に町村制の施行によりこれらの町は若松町の町となり、さらに1899年には若松町の市制施行により若松市の町名となった。
そのほか、明治に入ると、それまで武士が住んでいた徒之町においてはかつての武士の屋敷は荒廃し、桑畑になっていた。また、かつての町人町においては、槻木町に明治40年代ごろから遊廓が存在していたほか、六日町には大正時代の末期に映画館「会津館」が建設されるなどしている。

### 現代
1951年の若松市による町北村を編入などを経て、1955年には当時の若松市と高野村、一箕村、神指村、門田村、東山村、大戸村、湊村が合併し、会津若松市となる。これより、鳥居町、横三日町など周辺の町は同市の町となった。その後、1960年代に入ると会津若松市の住居表示が実施される。これにより、1966年に鳥居町、上六日町、屋敷町、南横町、台之町、浄光寺町のそれぞれ全部および、横三日町、槻木町、愛宕町、阿弥陀町、栄町、徒之町、千石町のそれぞれ一部により宮町が誕生する。
昭和30年代に、洋画を専門に上映する映画館の「ニューパレス」ができているが、火災で閉館になっている。また、昭和時代末期の宮町は、住宅地などからなっていたほか、東山街道とも呼ばれる県道湯川大町線にはバスが多く通っていた。

## 町名の変遷
| 実施後 | 実施年月日               | 実施前   | 実施前       | 実施前 |
| ------ | ------------------------ | -------- | ------------ | ------ |
| 宮町   | 1966年（昭和41年）9月1日 | 鳥居町   | 鳥居町       | 全部   |
| 宮町   | 1966年（昭和41年）9月1日 | 上六日町 | 上六日町     | 全部   |
| 宮町   | 1966年（昭和41年）9月1日 | 屋敷町   | 屋敷町       | 全部   |
| 宮町   | 1966年（昭和41年）9月1日 | 南横町   | 南横町       | 全部   |
| 宮町   | 1966年（昭和41年）9月1日 | 台之町   | 台之町       | 全部   |
| 宮町   | 1966年（昭和41年）9月1日 | 浄光寺町 | 浄光寺町     | 全部   |
| 宮町   | 1966年（昭和41年）9月1日 | 栄町     | 字栄町一丁目 | 全部   |
| 宮町   | 1966年（昭和41年）9月1日 | 槻木町   | 槻木町       | 一部   |
| 宮町   | 1966年（昭和41年）9月1日 | 横三日町 | 横三日町     | 一部   |
| 宮町   | 1966年（昭和41年）9月1日 | 愛宕町   | 愛宕町       | 一部   |
| 宮町   | 1966年（昭和41年）9月1日 | 阿弥陀町 | 阿弥陀町     | 一部   |
| 宮町   | 1966年（昭和41年）9月1日 | 徒之町   | 徒之町       | 一部   |
| 宮町   | 1966年（昭和41年）9月1日 | 千石町   | 千石町       | 一部   |

## 交通

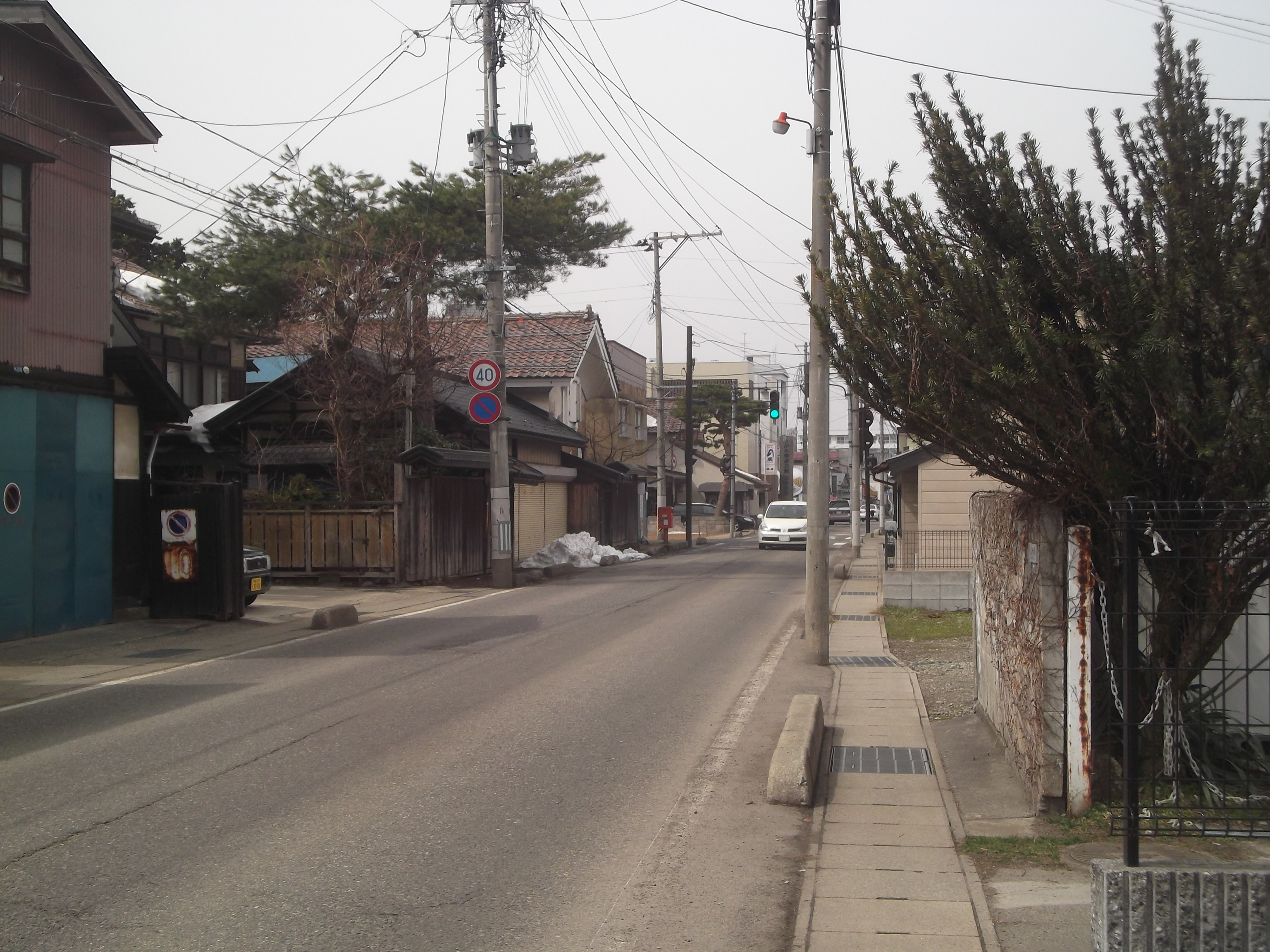
旧阿弥陀町付近の福島県道325号湯川大町線

### バス
県道325号湯川大町線などで会津乗合自動車によるバスが運行されている。

#### 系統
- 病院循環バスひまわりくん

東まわり （会津若松市役所前 -） 穴澤病院前 （- 竪三日町 -） 千石町 （- 徒の町）
西まわり （徒の町 -） 千石町 （- 竪三日町）

### 道路
- 福島県道325号湯川大町線

幅員10m（幅員1.5mの歩道を含む）
- 市道幹Ⅱ-6号線[35]
- 都市計画道路高瀬東山線

1966年3月29日都市計画決定、幅員16m
2012年、「会津若松市長期観着手都市計画道路見直し計画（案）」において計画の再検討が行われている。

## 寺社、史跡

### 神社
- 八角神社

## 施設
- 穴澤病院
- こばり耳鼻咽科クリニック
- クリニック高谷
- さいとう内科・胃腸科クリニック
- シークドレスメーカー専門学校